# Vörstetten
Vörstetten este o localitate în districtul Emmendingen, landul Baden-Württemberg, Germania.

## Orașe înfrățite
- L'Étrat, Franța
- La Tour-en-Jarez, Franța

1. ↑  Alle politisch selbständigen Gemeinden mit ausgewählten Merkmalen am 31.12.2018 (4. Quartal) (în germană), Statistisches Bundesamt[*], arhivat din original la 10 martie 2019, accesat în 10 martie 2019